# Сезе (Лоара)
Сезе (фр. Cezay) насеље је и општина у источној Француској у региону Рона-Алпи, у департману Лоара која припада префектури Монбризон.
По подацима из 2011. године у општини је живело 189 становника, а густина насељености је износила 17,97 становника/km². Општина се простире на површини од 10,52 km². Налази се на средњој надморској висини од 640 метара (максималној 714 m, а минималној 419 m).

## Демографија
| 1962. | 1968. | 1975. | 1982. | 1990. | 1999. | 2011. |
| ----- | ----- | ----- | ----- | ----- | ----- | ----- |
| 221   | 231   | 222   | 164   | 171   | 157   | 189   |

График промене броја становника у току последњих година